# Sphaerostephanos lamii
Sphaerostephanos lamii är en kärrbräkenväxtart som beskrevs av Holtt. Sphaerostephanos lamii ingår i släktet Sphaerostephanos och familjen Thelypteridaceae. Inga underarter finns listade.